# 1660 au théâtre
| Années du théâtre : 1657 - 1658 - 1659 - 1660 - 1661 - 1662 - 1663    |
| Décennies du théâtre : 1630 - 1640 - 1650 - 1660 - 1670 - 1680 - 1690 |

## Événements
- En Angleterre, réouverture des théâtres fermés en 1647 à la suite de l'interdiction des représentations théâtrales par un décret du Long Parlement le 2 septembre 1642, décret renouvelé en juillet 1647 puis confirmé par un nouveau décret promulgué le 9 février 1648. L'interruption de plus de 15 ans a changé le paysage théâtral qui prendra une tout autre tournure, et sera baptisé théâtre de la Restauration[1] ; l'activité théâtrale à Londres n'est pas juste reprise, elle est réinventée[2].
- 21 août : le roi d'Angleterre Charles II accorde le privilège à Thomas Killigrew et à William D'Avenant de former chacun une compagnie théâtrale : la King's Company (troupe du roi), par Killigrew placée sous sa protection ; la Duke's Company (troupe du duc), placée sous le patronage de son frère, le duc d'York, futur Jacques II.
- 11 octobre : démolition à Paris du Théâtre du Petit-Bourbon lors des travaux d'agrandissement du palais du Louvre, afin de libérer l'espace requis pour la construction de la future aile de la colonnade du Louvre ; les comédiens qui l'utilisaient ne sont pas prévenus ; ils joueront désormais dans la salle du Palais-Royal.
- Au Japon, Morita Tarōbei I et son fils Morita Kanya I fondent à Edo le théâtre kabuki Morita-za.

## Pièces de théâtre publiées
- Molière :
  - janvier : Les Précieuses ridicules, Paris, Claude Barbin (En ligne sur Gallica) ; édition originale, partagée entre les libraires Claude Barbin, Guillaume de Luynes et Charles de Sercy ; achevé d'imprimer du 29 janvier 1660.
  - Les Précieuses ridicules, jouxte la copie imprimée à Paris, chez Claude Barbin (En ligne sur Gallica) ; contrefaçon de l'édition originale, imprimée par Jean Bessin à Paris pour le libraire Jean Ribou[3].
- Le Festin de Pierre, ou le fils criminel, tragi-comédie en vers de Villiers, Paris, Charles de Sercy (En ligne sur Gallica).
- Pierre Corneille fait éditer en trois volumes une version corrigée de l'ensemble de ses pièces de théâtre (Théâtre) avec un Examen de chaque pièce et en préface Trois Discours sur le poème dramatique[4].

## Pièces de théâtre représentées
- 28 mai : Sganarelle ou le Cocu imaginaire, comédie de Molière, Paris, Théâtre du Petit-Bourbon.
- 8 novembre : première partie de Henri IV de William Shakespeare par la King's Company au théâtre de Lincoln's Inn Fields à Londres, où la troupe vient de s'installer.
- novembre : La Conquête de la Toison d'or, tragédie « à machines » de Pierre Corneille jouée par la troupe du Théâtre du Marais, à la demande d'Alexandre de Rieux, marquis de Sourdéac, dans son château du Neubourg en Normandie[5].

## Naissances
- 14 octobre : Girolamo Gigli, poète et dramaturge italien, mort le 4 janvier 1722.
- 1er novembre : Antonio de Zamora, dramaturge espagnol, mort le 7 décembre 1727.
- Date précise non connue :
  - Ichikawa Danjūrō I, acteur kabuki japonais, dramaturge sous le nom de Mimasuya Hyōgo, mort le 19 février 1704.
  - Thomas Southerne, dramaturge irlandais, mort le 26 mai 1746.

## Décès
- 26 mars : Julien Bedeau, dit Jodelet, comédien français né le 11 septembre 1586.
- Vers 1660 : 
  - Ye Xiaowan, dramaturge chinoise, née vers 1613.